# Dussac
Dussac är en kommun i departementet Dordogne i regionen Nouvelle-Aquitaine i sydvästra Frankrike. Kommunen ligger i kantonen Lanouaille som tillhör arrondissementet Nontron. År 2022 hade Dussac 426 invånare.

## Befolkningsutveckling
Antalet invånare i kommunen Dussac
Referens:INSEE